# تنوع مطلق
التنوع المطلق (>< التنوع المقيد) هو وجود أنواع مختلفة من الكلمة عينها، بينها تباين في اللفظ واشتراك في المعنى. ويقال له في العربية الإبدال.

## لغة
أمثلة
- «الرز: لغة في الأرز.» — لسان العرب
- «أعْرَسَه: لغة في عَرِسَه أي لَزِمَه.» — العباب الزاخر
- «الدَّمُّ: لُغَةٌ في الدَّمِ المُخَفَّفَةِ.» — القاموس المحيط
- «بقِيَ يبقى: ولغةُ طيٍّ بَقَى يَبقَى.» — مقاييس اللغة

## أنواع
التنوع المطلق أربعة أنواع:
1. التنوع الصرفي، نسبة لعلم الصرف، نحو يئس ييأس ويأَس ييئس
2. التنوع النحوي، نسبة لعلم النحو، نحو سمّاه زيدًا وسمّاه بِزيد
3. التنوع اللفظي، نسبة لوجه اللفظ، نحو الراء في فِرقٍ فتفخم وترقق. (أحكام الراء#جواز تفخيم الراء وترقيقها)
4. التنوع الخطي، نسبة لرسم الخط، نحو الصلاة فتكتب بألف المد وتبدل ألفها واوا خطا للدلالة على تفخيمها لفظا فيقال الصلوة. (قواعد رسم المصحف العثماني#البدل)

## وصلات خارجية
(بالإنجليزية)
- Variant - A Dictionary of Phonetics and Phonology. BookRags